# Coco Chanel – Der Beginn einer Leidenschaft
Coco Chanel – Der Beginn einer Leidenschaft (Originaltitel: Coco avant Chanel, dt. Coco vor Chanel) ist ein französischer Film von Anne Fontaine aus dem Jahr 2009. Er basiert auf einem Lebensabschnitt der bekannten französischen Modedesignerin Coco Chanel. Die Vorlage für das Drehbuch lieferte das Buch L’Irrégulière ou mon Itinéraire Chanel (1974) von Edmonde Charles-Roux. Der Film wurde im April 2009 in Frankreich uraufgeführt.
Einen späteren Lebensabschnitt der Hauptperson behandelt der ebenfalls 2009 erschienene französische Film Coco Chanel & Igor Stravinsky.

## Inhalt
Einige Jahre nachdem sie das Waisenhaus verlassen hat, in dem sie ihr Vater zurückgelassen und nie mehr heimgeholt hatte, arbeitet Gabrielle Chanel in einer ländlichen Bar. Sie tritt dort als Sängerin auf und näht Kostüme für die anderen Darsteller. Das Lied, welches sie allabendlich zusammen mit ihrer Schwester Adrienne aufführt, schlägt sich in ihrem Spitznamen Coco nieder.
Durch ihre Liaison mit Etienne Balsan wird sie in die französische Gesellschaft eingeführt. Er ermöglicht ihr gleichfalls ihre ersten größeren modeschöpferischen Erfolge, indem sie eigene Hutkreationen für dessen Bekannte fertigt.
Als sie sich in den englischen Geschäftsmann Capel verliebt, tun sich weitere Möglichkeiten für sie auf – wenn auch das Leben immer komplizierter wird. Durch ihr Liebesspiel mit Capel wird die Eifersucht in Balsan geweckt. Dieser richtet die Aufmerksamkeit auf Coco und verrät ihr, dass Capel eine Engländerin heiraten wird. Capel bestätigt ihr das Vorhaben, jedoch führen Coco und er die Romanze weiter. Coco möchte sich durchsetzen und in ihrem eigenen Pariser Hutgeschäft arbeiten, die Hilfe, die sie braucht, bekommt sie von Capel, der für ihre Vorhaben bürgt. Noch bevor das Paar in den Urlaub fahren kann, kommt Capel bei einem Autounfall ums Leben. Coco ist am Boden zerstört, jedoch betreibt sie ihr Geschäft weiter und wird im Laufe der Jahre zu einer angesehenen Größe der internationalen Modewelt.

## Kritik
Dem Film wurde vorgeworfen, mehrere dunkle Seiten in der Biografie der historischen Coco Chanel zu ignorieren, u. a. deren Versuch, unter Zuhilfenahme von antisemitischen Gesetzen die Kontrolle über ihre Parfümproduktion zu übernehmen, die bis dahin von der Familie Wertheimer geführt worden war.

## Rezensionen
„Darstellerisch reizvoll, verschwindet die Geschichte einer Emanzipation weitgehend hinter einer konventionellen "Aschenputtel"-Variation, die lediglich dadurch überrascht, dass sie die Mode eher an den Rand drängt.“

## Auszeichnungen
Der Film wurde für sieben Césars, vier BAFTA Awards und einen Oscar nominiert. Er wurde mit dem César für Beste Kostüme (Meilleurs costumes) ausgezeichnet.